# Pat Durham
Patrick Wayne Durham, detto Pat (Dallas, 10 marzo 1967), è un ex cestista statunitense, professionista nella NBA, in Europa e in Sudamerica.

## Carriera
Venne selezionato dai Dallas Mavericks al secondo giro del Draft NBA 1989 (35ª scelta assoluta).

## Statistiche

### College
| Anno      | Squadra           | PG  | PT | MP   | TC%  | 3P%  | TL%  | RP  | AP  | PRP | SP  | PP   |
| --------- | ----------------- | --- | -- | ---- | ---- | ---- | ---- | --- | --- | --- | --- | ---- |
| 1985-1986 | Colorado St. Rams | 28  | 17 | 17,8 | 43,8 | -    | 54,9 | 3,6 | 0,3 | 0,1 | 0,7 | 6,0  |
| 1986-1987 | Colorado St. Rams | 29  | -  | 36,8 | 55,5 | 0,0  | 68,0 | 9,3 | 1,8 | 0,6 | 2,1 | 18,1 |
| 1987-1988 | Colorado St. Rams | 35  | -  | 36,8 | 50,2 | 0,0  | 69,1 | 6,5 | 1,9 | 1,3 | 1,3 | 19,3 |
| 1988-1989 | Colorado St. Rams | 33  | 33 | 37,7 | 52,4 | 25,0 | 75,2 | 7,6 | 2,0 | 1,6 | 1,3 | 18,5 |
| Carriera  | Carriera          | 125 | 50 | 32,8 | 51,5 | 11,1 | 69,7 | 6,8 | 1,5 | 1,0 | 1,4 | 15,8 |

## Palmarès
- All-CBA Second Team (1993)